# Liste der Kulturgüter in Wagenhausen
Die Liste der Kulturgüter in Wagenhausen enthält alle Objekte in der Gemeinde Wagenhausen im Kanton Thurgau, die gemäss der Haager Konvention zum Schutz von Kulturgut bei bewaffneten Konflikten, dem Bundesgesetz vom 20. Juni 2014 über den Schutz der Kulturgüter bei bewaffneten Konflikten sowie der Verordnung vom 29. Oktober 2014 über den Schutz der Kulturgüter bei bewaffneten Konflikten unter Schutz stehen.
Objekte der Kategorien A und B sind vollständig in der Liste enthalten, Objekte der Kategorie C fehlen zurzeit (Stand: 1. Januar 2023).

## Kulturgüter
| Foto |                                                                                    | Objekt                                                  | Kat. | Typ | Standort                                    | Beschreibung                                                                                   |
| ---- | ---------------------------------------------------------------------------------- | ------------------------------------------------------- | ---- | --- | ------------------------------------------- | ---------------------------------------------------------------------------------------------- |
| ja   | Datei hochladen · Wikidata zu Ehemaliges Benediktinerpriorat mit Mühle (Q29526919) | Ehemaliges Benediktinerpriorat mit Mühle KGS-Nr.: 05192 | A    | G   | Propstei 10, 10.2, 12 705853 / 279929       |                                                                                                |
| ja   | Datei hochladen · Wikidata zu Ehemalige Propstei-Trotte (Q29526911)                | Ehemalige Propstei-Trotte KGS-Nr.: 10253                | A    | G   | Propstei 4 705931 / 279826                  |                                                                                                |
| ja   | Datei hochladen · Wikidata zu Obere Mühle und Alte Sägerei (Q29883470)             | Obere Mühle und Alte Sägerei KGS-Nr.: 05077             | B    | G   | Kaltenbach, Hauptstrasse 33 705487 / 278964 |                                                                                                |
| ja   | Datei hochladen · Wikidata zu Wohnhaus zum Wasen (Q29883473)                       | Wohnhaus zum Wasen KGS-Nr.: 05193                       | B    | G   | Hauptstrasse 17 706065 / 279656             |                                                                                                |
| ja   | Datei hochladen · Wikidata zu Wohnhaus Schlössli (Q29883472)                       | Wohnhaus Schlössli KGS-Nr.: 05194                       | B    | G   | Im Schloss 10 / Rheinweg 10 706180 / 279754 |                                                                                                |
| ja   | Datei hochladen · Wikidata zu Eisenbahnbrücke - Teil Wagenhausen (Q134733999)      | Eisenbahnbrücke der Nationalbahn KGS-Nr.: 13842         | B    | G   | 704806 / 281166                             | Objekt liegt hälftig auf Gemeindegebiet von Hemishofen (KGS-Nr. 10888) im Kanton Schaffhausen. |